# Joya Honda
Joya Honda är en ort i Mexiko.   Den ligger i kommunen Tezonapa och delstaten Veracruz, i den sydöstra delen av landet, 260 km öster om huvudstaden Mexico City. Joya Honda ligger 1 048 meter över havet och antalet invånare är 119.
Terrängen runt Joya Honda är kuperad söderut, men norrut är den bergig. Joya Honda ligger uppe på en höjd. Runt Joya Honda är det ganska tätbefolkat, med 100 invånare per kvadratkilometer. Närmaste större samhälle är Cosolapa, 10,9 km öster om Joya Honda. I omgivningarna runt Joya Honda växer i huvudsak städsegrön lövskog.